# Jean Roba
Jean Roba (Schaarbeek, 28 juli 1930 - Brussel, 14 juni 2006) was een Belgisch illustrator en stripauteur.
Midden jaren 50 startte hij als illustrator in de reclamewereld om er als studiochef te eindigen. Deze stiel leerde hem om op een efficiënte wijze te tekenen.
In 1957 begon hij illustraties te maken voor educatieve albums en de tijdschriften van Dupuis (waaronder het stripweekblad Spirou (Robbedoes)) via het agentschap World Press. Hij kreeg voor Spirou onder meer als opdracht de wekelijkse voorpagina te tekenen. In 1958 tekende hij voor het blad zijn eerste strips: De dappere chauffeur en Hoe Troje aan het licht kwam, beiden in de reeks De verhalen van Oom Wim. Dat deed hij onder de naam "Robeddy", wat ook verwijst naar tekenaar Eddy Paape, die de verhalen inktte.
Eind jaren 50 werd hij door André Franquin als medewerker aangeworven voor de reeks Robbedoes en Kwabbernoot. Franquin had toen zijn handen vol met het extra Robbedoes en Kwabbernoot-verhalen voor Le Parisien Libéré. Roba tekende als medewerker de decors, dieren en nevenpersonages van Tembo taboe (1958), Robbedoes en de bobbelmannen (1959) en Robbedoes en de miniatuurtjes (1959). Roba kon er zijn striptechnieken sterk verbeteren.
Roba werd vooral bekend van de in 1959 door hem opgestarte gagreeks Boule et Bill die in datzelfde weekblad verschenen. Deze strip verscheen ook in het Nederlandse stripblad Sjors onder de titel "Bas en Boef", later in Eppo als "Bollie en Billie".
Van 1962 tot 1965 tekende Roba ook de gagstrip Pomme voor het Franse tijdschrift Record. Er verschenen elf gags. Hij had nog een andere reeks: De Sliert. Het succes van Bollie en Billie dwong hem echter te stoppen met alle nevenactiviteiten zoals De Sliert.
Roba stopte in 2003 met publiceren; de reeks Bollie en Billie droeg hij over aan zijn assistent Laurent Verron.
In 2005 eindigde hij op de 100e plaats in de Waalse versie van de verkiezing van De Grootste Belg.
- Bibliothèque nationale de France: cb119221439 (data)
- Catàleg d'autoritats de noms i títols de Catalunya: 981058530086506706
- Gemeinsame Normdatei: 124916252
- International Standard Name Identifier: 0000 0001 2140 0482
- Library of Congress Control Number: n80153694
- Nationale Bibliotheek van Tsjechië: xx0035979
- Nederlandse Thesaurus van Auteursnamen: 068405723
- RKD-Nederlands Instituut voor Kunstgeschiedenis: 228068
- Istituto Centrale per il Catalogo Unico: PUVV428903
- Système universitaire de documentation: 027102645
- Virtual International Authority File: 76322128